# Дім (Чишминський район)
Дім (рос. Дим, башк. Дим) — присілок (в минулому селище) у складі Чишминського району Башкортостану, Росія. Входить до складу Дурасовської сільської ради.
Населення — 32 особи (2010; 34 у 2002).
Національний склад:
- башкири — 88 %